# Пихта грациозная
Пихта грациозная, или камчатская, или изящная (лат. Abies gracilis), — вид хвойных деревьев рода Пихта семейства Сосновые (Pinaceae). Локальный эндемик полуострова Камчатка, зачастую рассматриваемый как разновидность пихты сахалинской (Abies sachalinensis var. gracilis).

## Ботаническое описание
Дерево высотой до 17 м с густой пирамидальной кроной и светло-серой (на молодых побегах — буроватой) корой. Средняя высота деревьев — около 12 м. Средний диаметр ствола — 25 см. Хвоинки длиной 1,2—2 см и шириной 0,08—0,1 мм, молодые побеги обычно голые или очень слабо опушённые. Кроющие чешуи 0,9—0,1 см длиной, заметно зубчатые по краю, достигают верхним краем (без острия) длины семенной чешуи. Семена около 4 мм, крылышки почти равны им по длине. Цветёт в мае — июне. Семена созревают в сентябре. Зрелые шишки прямостоячие.

## Распространение
Единственная в мире роща пихты грациозной занимает площадь около 22 гектаров (по теодолитной съемке 1961 г.) на восточном побережье полуострова Камчатка, в низовьях реки Новый Семячик, у лимана Семлячик. Роща состоит на 80% из пихты и на 20% из каменной березы. Максимальный возраст пихты составляет 225 лет, средний — 130 лет.

## Экология
Долгое время считалось, что роща Abies gracilis — реликт хвойно-широколиственных лесов, существовавших на Камчатке в раннем плейстоцене и уничтоженных оледенениями. Данная гипотеза подтверждалась и споро-пыльцевым анализом, свидетельствующим о широком распространении пихты в прошлом на полуострове. Однако более поздние исследования почв в пихтовом массиве и окружающих его каменноберезовых лесах показали наличие многочисленных пепловых горизонтов в пределах первого метра. Очевидно, что береза и пихта растут в этом районе на молодых отложениях. Согласно пыльцевому анализу погребённых слоев, уже на 10 см пыльца пихты отсутствует, там встречается только пыльца берёзы, как и под березняками. Из этого следует, что возраст пихтовой рощи не превышает 1—2 тысяч лет и, значит, Abies gracilis, скорее всего, не реликт третичного периода. Альтернативная гипотеза, выдвинутая Л. О. Карпачевским (1968) и поддержанная Е. Г. Бобровым (1978), предполагает культурный характер пихты на Камчатке. Согласно этой версии, пихту грацииозную на Семячике посадили ительмены, привезшие её ростки и семена с Южных Курил или с побережья Канады, куда добирались во время дальних походов. Автор гипотезы предполагает, что аборигены Камчатки озеленяли иноземными растениями кладбища, однако это противоречит наблюдениям С. П. Крашенинникова, чей авторитет вряд ли вызывает сомнения. Известный исследователь полуострова писал, что покойников ительмены хоронят на крышах землянок. Кроме того, ни один из народов, населявших Камчатку (коряки, ительмены) или посещавших её (айны), не знал земледелия ни в каком виде, занимаясь только охотой, рыболовством и собирательством. Вероятно, семена пихты не могли занести и птицы: они перевариваются в желудке пернатых за 1,5 часа, что соответствует примерно 300 км лёта, а ближайшие области распространения пихты (юг Сахалина и Курильских островов) отстоят от востока Камчатки на 1500 км. Таким образом, вопрос о происхождении пихты на Камчатке до сих пор по существу не разрешён.

## Таксономия
В 1854 году в пихтовой роще на Камчатке побывал известный учёный Карл Дитмар. Пихта грациозная как самостоятельный вид была описана В. Л. Комаровым в 1901 году по присланным ему образцам (сам он рощу не посещал). В 1961 году лесоводы В. Г. Турков и В. А. Шамшин провели подробный анализ структуры массива камчатской пихты. Несмотря на укрепившееся в ботанической литературе латинское название пихты — Abies gracilis, её видовая принадлежность до сих пор является предметом дискуссий. В сводке «флора Дальнего Востока» пихта грациозная не была признана самостоятельным видом и рассматривалась как узколокальная камчатская популяция пихты сахалинской (Abies sachalinensis var. gracilis), находящаяся на северном пределе распространения. О близости описанного им вида к Abies sachalinensis упоминал и сам В. Л. Комаров. В. М. Урусов считает камчатскую пихту самостоятельным эндемичным видом, отличным от пихты сахалинской и от другого дальневосточного вида — пихты белокорой (Abies nephrolepis), с ним соглашается и В. А. Недолужко («Конспект дендрофлоры российского Дальнего Востока», 1995). Кроме того, в более поздней сводке дополнений и изменений к «Флоре советского Дальнего Востока» Abies gracilis также признается самостоятельным таксоном.

## Значение и применение
Из-за ничтожных запасов этот реликтовый эндемичный вид хозяйственного значения не имеет, но представляет интерес как заповедный памятник природы и заслуживает бережной охраны и распространения в лесных хозяйствах, парках, дендрариях и ботанических садах.

## Вопросы охраны
Охраняется в Кроноцком государственном биосферном заповеднике. По данным исследований 80—90-х годов XX века, массивы, занятые пихтой, сокращаются, в то же время наблюдается проникновение пихты под полог каменноберезовых лесов. К вероятным неблагоприятным факторам, влияющим на состояние пихтовой рощи, относятся достаточно суровые климатические условия в районе произрастания (прежде всего низкие летние температуры и значительный снеговой покров, сохраняющийся с ноября по май), а также возможные лесные пожары и рекреационная деятельность. Пихта грациозная введена в культуру и успешно культивируется в городе Елизово на юге Камчатки, а также на территории самого Кроноцкого заповедника. Помимо прочего, вид интродуцирован в европейской части страны. Так, в Санкт-Петербурге растение выращивается с 1986 года. С того времени некоторые экземпляры достигли в высоту 7,1 метра. Первое семяношение пришлось на семнадцатилетний возраст. Всхожесть семян составляет 0,12—0,29 %.